# Jonathan Herman
Jonathan Herman é um roteirista americano. Como reconhecimento, foi nomeado ao Oscar 2016 na categoria de Melhor Roteiro Original por Straight Outta Compton.